# Neujahrskonzert der Wiener Philharmoniker 2004
Das Neujahrskonzert der Wiener Philharmoniker 2004 war das 64. Neujahrskonzert der Wiener Philharmoniker (beim ORF als 65. Neujahrskonzert ausgewiesen) und fand am 1. Jänner 2004 im Wiener Musikverein statt. Dirigent war erneut und damit zum vierten Mal der Italiener Riccardo Muti.

## Besonderheiten
In diesem Jahr standen sieben Kompositionen auf dem Programm, die nie zuvor im Neujahrskonzert gespielt wurden, im 1. Teil besonders Werke von Johann Strauss (Vater) zu dessen 200. Geburtstag. Der Blumenschmuck für das Neujahrskonzert war auch 2004, wie bereits seit 1980, ein Geschenk der italienischen Stadt San Remo.

## Ballett
Boris Eifman, bereits im Vorjahr mit dem Kirow-Ballett Gast beim Neujahrskonzert, zeichnete für die Choreografie der beiden vom Ballett der Wiener Staatsoper live im Palais Liechtenstein getanzten Werke – Accelerationen-Walzer und Champagner-Polka – verantwortlich. Sein Debüt hatte der „amerikanisch-kubanische Startänzer“ (Zitat ORF) José Manuel Carreno, Solist beim American Ballet Theatre in New York, der überhaupt zum ersten Mal in Österreich tanzte. Die Kostüme besorgte erneut Johan Engels.
Zu den Hofball-Tänzen von Joseph Lanner wurden Bilder aus der Hofburg gezeigt und passend zum „Europäischen Jahr der Erziehung durch Sport“ wurde auch eine Eislaufnummer zur Musik der "Eislauf-Polka" von Josef Strauss eingespielt, die die Freude an dieser Sportart ausdrückte.

## Pausenfilm
In der Pause wurde ein Film über die „Schätze Österreichs“ gezeigt. In Treasures of Austria von Felix Breisach wurden zahlreiche Orte und Landschaften Österreichs gezeigt, die als UNESCO-Weltkulturerbe unter Schutz gestellt wurden. Zu den jeweiligen Themengebieten untermalte die Musik die Assoziationen, die mit diesen Orten in Verbindung gebracht werden.

## Fernsehübertragung
Auch dieses Neujahrskonzert wurde in Radio und Fernsehen in Dolby Digital 5.1 und im Format 16:9 weltweit übertragen: Das Neujahrskonzert 2004 konnte in mehr als 40 Ländern gesehen werden. Die ORF-Koproduktion mit dem ZDF und dem japanischen Fernsehen NHK wurde in Zusammenarbeit mit Euro1080 produziert. Euro1080 war Europas erste HDTV-Fernsehstation, deren „EventChannel“ am 1. Jänner 2004 mit der Übertragung des Neujahrskonzerts den Sendebetrieb aufnahm. Seit 2013 ist Euro1080 bzw. deren Nachfolger nicht mehr am Markt.
Das Neujahrskonzert wurde unter anderem auch von Australien, China, Russland, Taiwan, Indien, den USA und Japan übernommen.
Ernst Grissemann führte durch das Konzert, die Bildregie führte wie im Vorjahr Brian Large.

## Aufnahmen
Die Aufnahme des Konzertes zählte in Österreich zu den meistverkauften Alben des Jahres 2004. Die CD war ab 7. Jänner, die DVD ab 19. Jänner 2004 erhältlich.

## Programm

### 1. Teil
- Johann Strauss (Sohn): Es war so wunderschön, Marsch, op. 467*
- Johann Strauss (Vater): Sperl-Polka, op. 133
- Johann Strauss (Vater): Philomelen-Walzer, op. 82* **
- Johann Strauss (Vater): Frederica-Polka, op. 239*
- Johann Strauss (Vater): Cachucha-Galopp, op. 97
- Joseph Lanner: Hofballtänze, Walzer, op. 161
- Joseph Lanner: Tarantel-Galopp, op. 125*

### 2. Teil
- Johann Strauss (Sohn): Ouvertüre zu Das Spitzentuch der Königin
- Johann Strauss (Sohn): Zigeunerin-Quadrille, op. 24* **
- Johann Strauss (Sohn): Accelerationen, Walzer, op. 234
- Johann Strauss (Sohn): Satanella-Polka, op. 124*
- Josef Strauss: Eislauf-Polka, Polka schnell, op. 261**
- Johann Strauss (Sohn): Klänge der Heimat, Csardas aus Die Fledermaus, o. op.
- Eduard Strauß: Mit Vergnügen, Polka schnell, op. 228
- Josef Strauss: Stiefmütterchen, Polka mazur, op. 183*
- Johann Strauss (Sohn): Champagner-Polka, musikalischer Scherz, op. 211
- Josef Strauss: Sphärenklänge, Walzer, op. 235
- Johann Strauss (Sohn): Im Sturmschritt, Polka schnell, op. 348

### Zugaben
- Johann Strauss (Vater): Indianer-Galopp, op. 111
- Johann Strauss (Sohn): An der schönen blauen Donau, Walzer, op. 314
- Johann Strauss (Vater): Radetzky-Marsch, op. 228

Werkliste und Reihenfolge sind der Website der Wiener Philharmoniker entnommen.
Mit * gekennzeichnete Werke standen erstmals in einem Programm eines Neujahrskonzertes.
Die mit ** gekennzeichneten Werke sind im Programm falsch angegeben worden (Schreib- oder Druckfehler): Die Eislauf-Polka wurde von Josef Strauss komponiert, wird im Programm aber als von Strauss (Vater) stammend ausgewiesen; im ORF zeichnete der Text den Komponisten ebenfalls falsch mit „Johann Strauß“ aus – während der Sprecher den Komponisten Josef Strauss korrekt erwähnte. Der Walzer  Philomelen wurde falsch als Philomenen bezeichnet, auch die Zigeunerin-Quadrille wurde falsch vermerkt.